# Aleksandr Volodin (scacchista)
Aleksandr Volodin (Kohtla-Järve, 10 dicembre 1990) è uno scacchista estone.
Ha ottenuto il titolo di Grande Maestro nel 2011.
Due volte vincitore del Campionato estone (2019 e 2021).
Nel 2008 e 2010 vinse il campionato estone giovanile.
Nel 2006 fu pari primo nel torneo internazionale di San Pietroburgo.
Ha rappresentato l'Estonia in quattro olimpiadi degli scacchi dal 2006 al 2018, ottenendo complessivamente il 59,5 % dei punti.
Ha ottenuto il suo massimo rating FIDE in luglio 2011, con 2523 punti Elo.